# Центар Филмских радних заједница
Центар Филмских радних заједница (Центар ФРЗ) је продуцентска кућа која је настала 1970. године из првобитног Сервиса Филмских радних заједница (Сервиса ФРЗ), сервиса за производњу и промет филмова.
У периоду до 1978. године су произвели доста филмова који су освајали разне награде у земљи и иностранству.
У овом периоду је доста рађено копродукција са другим филмским студијима  и продукцијским кућама у бившој Југославији:  Јадран филм Загреб (произведени заједнички  Атентат у Сарајеву и Сељачка буна 1573. из 1975), Виба филм Љубљана (Црвено класје из 1970, Оксиген из 1970, Бегунац из 1973) итд.
Значајни људи у реализацији филмова Центра ФРЗ у овом периоду поред Душана Перковића као главног организатора продукције и директора предузећа (који су у том периоду урадили највећи број филмова  као директори продукције дотичног филма у продукцији Центра ФРЗ) су: Александар Радуловић, Радивоје Поповић, Миленко Станковић, Александар Стојановић  и Милан Жмукић .
1978. године мењају назив у Центар филм Београд који је остао до дана данашњег.

## Филмографија
| Год.  | Назив                          | Улога    |
| ----- | ------------------------------ | -------- |
| 1970. | Сирома сам ал сам бесан        |          |
| 1970. | Црвено класје                  |          |
| 1970. | Оксиген                        |          |
| 1970. | Са друге стране                |          |
| 1971. | Опклада                        |          |
| 1971. | Последња станица               |          |
| 1971. | Жеђ                            |          |
| 1972. | Киша                           |          |
| 1972. | Девојка са Космаја             |          |
| 1972. | Трагови црне девојке           |          |
| 1972. | И бог створи кафанску певачицу |          |
| 1973. | Писмо                          | кратки   |
| 1973. | Бегунац                        |          |
| 1973. | Уклети смо Ирина               |          |
| 1973. | Жута (филм)                    |          |
| 1973. | Слуга                          | ТВ драма |
| 1974. | Парлог                         |          |
| 1974. | СБ затвара круг                |          |
| 1974. | Кошава                         |          |
| 1974. | Дервиш и смрт                  |          |
| 1974. | Црвени удар                    |          |
| 1974  | Против Кинга                   |          |
| 1975  | Дечак и виолина                |          |
| 1975  | Павле Павловић                 |          |
| 1975  | Сељачка буна 1573.             |          |
| 1975  | Медвед од плиша                |          |
| 1975  | Сарајевски атентат             |          |
| 1976  | Врхови Зеленгоре               |          |
| 1976  | Лептиров облак                 |          |
| 1977  | Специјално васпитање           |          |
| 1977  | Хајка                          |          |
| 1977  | Пас који је волео возове       |          |
| 1977  | Мирис пољског цвећа            |          |